# Beatriz Souza
Beatriz Rodrigues de Souza (ur. 20 maja 1998 w Itariri) – brazylijska judoczka, mistrzyni olimpijska z Paryża (2024).

## Życiorys
W 2024 roku wzięła udział w Letnich Igrzyskach Olimpijskich w Paryżu, gdzie w rywalizacji judoczek powyżej 78 kilogramów zdobyła złoty medal, pokonując w finale Raz Hershko z Izraela. W konkursie drużyn mieszanych wraz z resztą brazylijskich judoków zdobyła brązowy medal.
Na mistrzostwach świata dwukrotnie zdobyła srebrny medal, a czterokrotnie brązowy.